# Nadine Khouzam
Nadine Khouzam, née le 21 juin 1990 à Anderlecht, est ingénieure en informatique et joueuse belge de hockey sur gazon. Aux Jeux olympiques d'été de 2012, elle concourt avec l'équipe nationale féminine belge de hockey sur gazon dans le tournoi féminin. Après sa carrière sportive, elle fonde et dirige CodeNPlay pour apprendre aux enfants les bases de l'informatique, du codage et de la robotique. Elle agit pour l'inclusion sociale et contre la fracture numérique.

## Biographie
Nadine Khouzam est née à Anderlecht le 21 juin 1990. Après des études secondaires au Collège St Pierre d'Uccle, elle étudie à l'Université Libre de Bruxelles où elle obtient son diplôme d'ingénieure en informatique (Intelligence Artificielle). 
Elle est gardienne de but de l'équipe féminine belge de hockey sur gazon (Red Panthers) pendant dix ans et fait partie de la délégation belge aux Jeux olympiques de Londres de 2012,,.
Nadine Khouzam travaille ensuite pour Riaktr, une scale-up spécialisée dans l'analyse de données pour les opérateurs de télécommunications,.
Elle fonde CodeNPlay en 2017, une organisation à but non lucratif qui enseigne aux enfants de 6 à 12 ans les bases de l'informatique et du codage. Après avoir débuté seule et formé 8 enfants par elle-même à Bruxelles, elle gère une équipe de sept personnes, formant des milliers d'enfants et leurs enseignants à travers le pays. CodeNPlay est actif dans une école sur 15 à Bruxelles,,.
En plus de diriger sa propre entreprise, Nadine Khouzam travaille également comme analyste de données chez Facebook Connectivity, sur son programme de connectivité d'infrastructure.

## Distinctions
- 2009 : Golden Stick de l'Association belge de hockey dans la catégorie des joueuses juniors.
- 2017 : CodeNPlay est parmi les huit finalistes du prix belge des droits de l'enfant[12]
- 2018 : Finaliste pour le tire de Young ICT Lady of the Year[13]
- 2020 : elle figure sur la liste Forbes 30 under 30 Europe, catégorie technologie[14]
- 2021 : elle figure sur la liste Inspiring Fifty Belgique[15],[4]
- 2022 : sur la liste Inspiring Fifty Europe[16]